# Sandra Sá (álbum de 1984)
Sandra Sá é o quarto álbum de estúdio da cantora brasileira Sandra de Sá, lançado em 1984. O disco foi lançado pela Som Livre e produzido por Guto Graça Melo, o álbum conta ainda com uma versão da música I'm A Fool To Want You gravação sobreposta à voz de Billie Holiday.

## Recepção
A música Férias de Verão aparece na posição 96 entre as 100 músicas mais tocadas do ano de 1984 a música Canção de Búzios foi tema da trilha sonora nacional da telenovela brasileira A Gata Comeu da Rede Globo em 1985.

## Faixas
1. "Batikum" (Nelson Motta / Lulu Santos)
2. "Férias de Verão" (Guilherme Arantes)
3. "Muito Prazer [Unidos do Prazer]" (Naila Skorpio / Guto Graça Mello)
4. "Filho" (Jamil Soares)
5. "Canto de Oxossi" (Nação Angola)
  - "Canto de Oxum" (Nação Ijexá)
6. "Sem Conexão Com o Mundo Exterior" (Roberto Frejat / Cazuza)
7. "Canção de Búzios" (Ronaldo Barcellos / Pi / Sandra de Sá)
8. "I'm a Fool to Want You" (Herron / Sinatra / J. Wolf)
9. "Frequentemente" (Naila Skorpio / Guto Graça Mello)
10. "Puro Som" (Ruban / Graça Motta)